# Schoinoussa
Schoinoussa (in greco Σχοινούσσα?) è una ex comune della Grecia nella periferia dell'Egeo Meridionale (unità periferica di Nasso) con 206 abitanti secondo i dati del censimento 2001.
È stata soppressa a seguito della riforma amministrativa, detta Programma Callicrate, in vigore dal gennaio 2011 ed è ora compreso nel comune di Nasso e Piccole Cicladi.
È situata nell'omonima isola.